# 중심 주파수
전기공학 및 통신에서 필터 또는 채널의 중심 주파수(Center frequency)는 상위 차단 주파수와 하위 차단 주파수 사이의 중심 주파수를 측정한 것이다. 이는 일반적으로 대역통과 시스템 또는 대역저지 시스템의 하위 차단 주파수와 상위 차단 주파수의 산술 평균 또는 기하 평균으로 정의된다.
일반적으로 기하 평균은 저역 통과 필터 설계의 특정 변환을 기반으로 하는 시스템에서 사용되며, 여기서 주파수 응답은 로그 주파수 스케일에서 대칭이 되도록 구성된다. 기하학적 중심 주파수는 프로토타입 저역통과 필터의 DC 응답 매핑에 해당한다. 이는 버터워스 필터와 같은 시스템의 피크 주파수와 때때로 동일한 공진 주파수이다.
산술 정의는 필터가 반드시 대칭일 필요는 없지만 주파수 분할 다중화와 같은 응용 분야에서 선형 주파수 스케일로 처리되는 통과 대역 통신 시스템을 설명하는 것과 같은 보다 일반적인 상황에서 사용된다.